# 深井站 (广州地铁)
深井站是广州地铁7号线的一个车站，位於中国广东省广州市黄埔区长洲岛内金洲南路深井村的地底。2023年12月28日随7号线二期通车而启用。

## 车站结构

### 车站楼层
本站为地下两层岛式站台车站，是7号线二期最大的车站。地面为车站出入口、金洲南路、深井村、在建的城际铁路深井站以及邻近建筑和农田；地下一层为站厅，以及预留前往城际铁路深井站的换乘通道；地下二层为7号线站台。
與7號線二期各标准站一樣，车站采用由上方天花至玻璃幕墙下的蓝绿渐变色，并配上白色装饰铝板衬托。
| 地下一层 | 站厅                       | 售票機、客服中心、商店、警务室、安检设施 |  |  |
|          |                            | 预留换乘通道前往城际深井站               |  |  |
| 地下二层 | 2 站台                     | █7号线 美的大道方向（下站：大学城南）    |  |  |
|          | 岛式站台（卫生间、母婴室） |                                          |  |  |
|          | 1 站台                     | █7号线 燕山方向（下站：长洲）            |  |  |

### 站厅
深井站站厅設有自动售票機及智能客務中心。

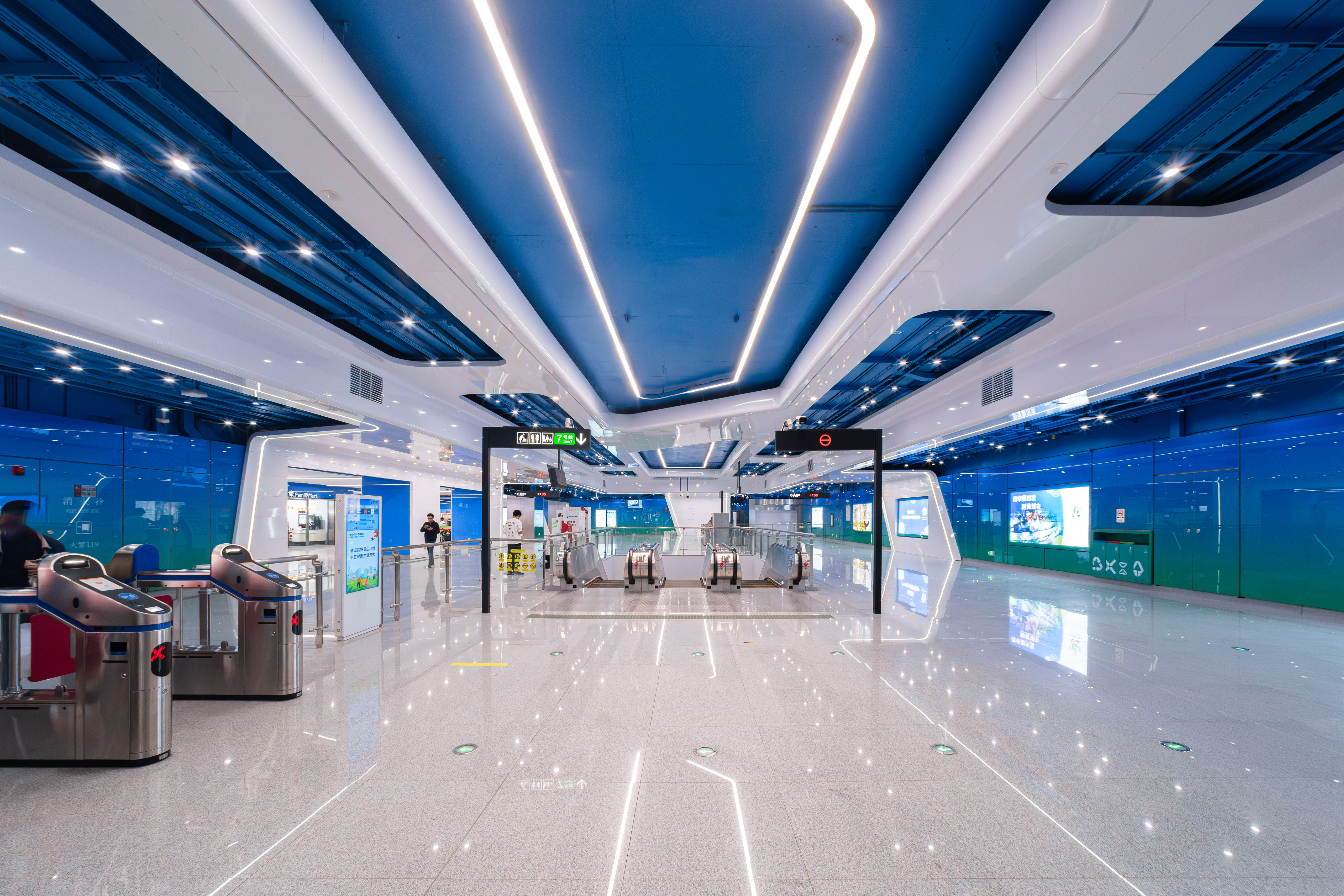
站厅

为方便行人进出，深井站站厅北侧被划分为收费区，收费区内设有专用电梯、多条扶手电梯及楼梯方便乘客前往月台。

### 站台
本站将设有一个岛式站台，位于金洲南路的地底。本站的卫生间及母婴室设于站台往燕山方向的一端。
另外，本站月台北端設有一組雙存車線，可供部分列车在高峰时期或有需要时在本站折返。

### 出入口
深井站目前设有3个出入口供乘客进出。
|                                           |                                                       |      |          |                                                        |
| 編號                                      | 设施                                                  | 照片 | 出口指示 | 建議前往的目的地                                       |
| A                                         | 盲道标志 · 扶手电梯标志                               |      | 金洲南路 | 深井公交车站（北行）                                   |
| C                                         | 盲道标志 · 升降机标志 · 无障碍通道标志 · 扶手电梯标志 |      | 金洲南路 | 文塔公园                                               |
| D                                         | 盲道标志 · 扶手电梯标志                               |      | 金洲南路 | 黄埔青少年军校、广东中医药博物馆、深井公交车站（南行） |
| 註： 設有 \| 設有 \| 設有 \| 設有扶手電梯 |                                                       |      |          |                                                        |

## 历史
2022年2月，本站主体结构封顶。2022年8月，大学城南中间风井至本站区间右线隧道盾构机破墙而出，标志着该大学城南至深井区间隧道实现双线贯通。2023年10月，车站完成“三权”移交。
2023年12月28日12时，7号线二期开通运营，本站正式启用。

## 未来发展
建设中的琶莲城际铁路在本站东南侧设有同名车站，与本站站厅通过长距离换乘通道连接，而通道内将设有自动人行道。